# 急げ!若者
「急げ!若者」（いそげ!わかもの）は、1974年7月21日にCBS・ソニー（現：ソニー・ミュージックレーベルズ）から発売されたフォーリーブスの24枚目のシングルである。

## 概要
フォーリーブス唯一の主演作で、当時フォーリーブスと同じジャニーズ事務所に所属していた郷ひろみが助演した映画『急げ!若者 TOMORROW NEVER WAITS』（監督：小谷承靖）の主題歌。
この年開催の『第25回NHK紅白歌合戦』でも披露し、5回目の出場を果たした。

## 収録曲
※両曲共に作詞：千家和也／作曲：都倉俊一／編曲：東海林修
1. 急げ！若者
作品コード:007-6044-7
2. さらば故郷の街